# Санта Марија а Вико
Санта Марија а Вико (итал. Santa Maria a Vico) је насеље у Италији у округу Казерта, региону Кампанија.
Према процени из 2011. у насељу је живело 14095 становника. Насеље се налази на надморској висини од 75 м.

## Становништво
| 1931. | 1936. | 1951. | 1961. | 1971. | 1981.  | 1991.  | 2001.  | 2011.  |
| ----- | ----- | ----- | ----- | ----- | ------ | ------ | ------ | ------ |
| 8.337 | 8.573 | 9.549 | 9.350 | 8.738 | 10.447 | 12.182 | 13.502 | 14.134 |